# Schreiberpforte
Die Schreiberpforte (auch: Frankfurter Pforte) ist ein Bauwerk in Darmstadt-Arheilgen.

## Geschichte und Beschreibung
Die Schreiberpforte ist ein im 19. Jahrhundert, an ortsgeschichtlich bedeutsamer Stelle, erbautes Fachwerkhaus.
Das einfache, zweigeschossige, giebelständige Fachwerkgebäude besitzt ein für die damalige Zeit typisches Fachwerkgefüge aus zweitverwendetem Holz und ein biberschwanzgedecktes Satteldach.

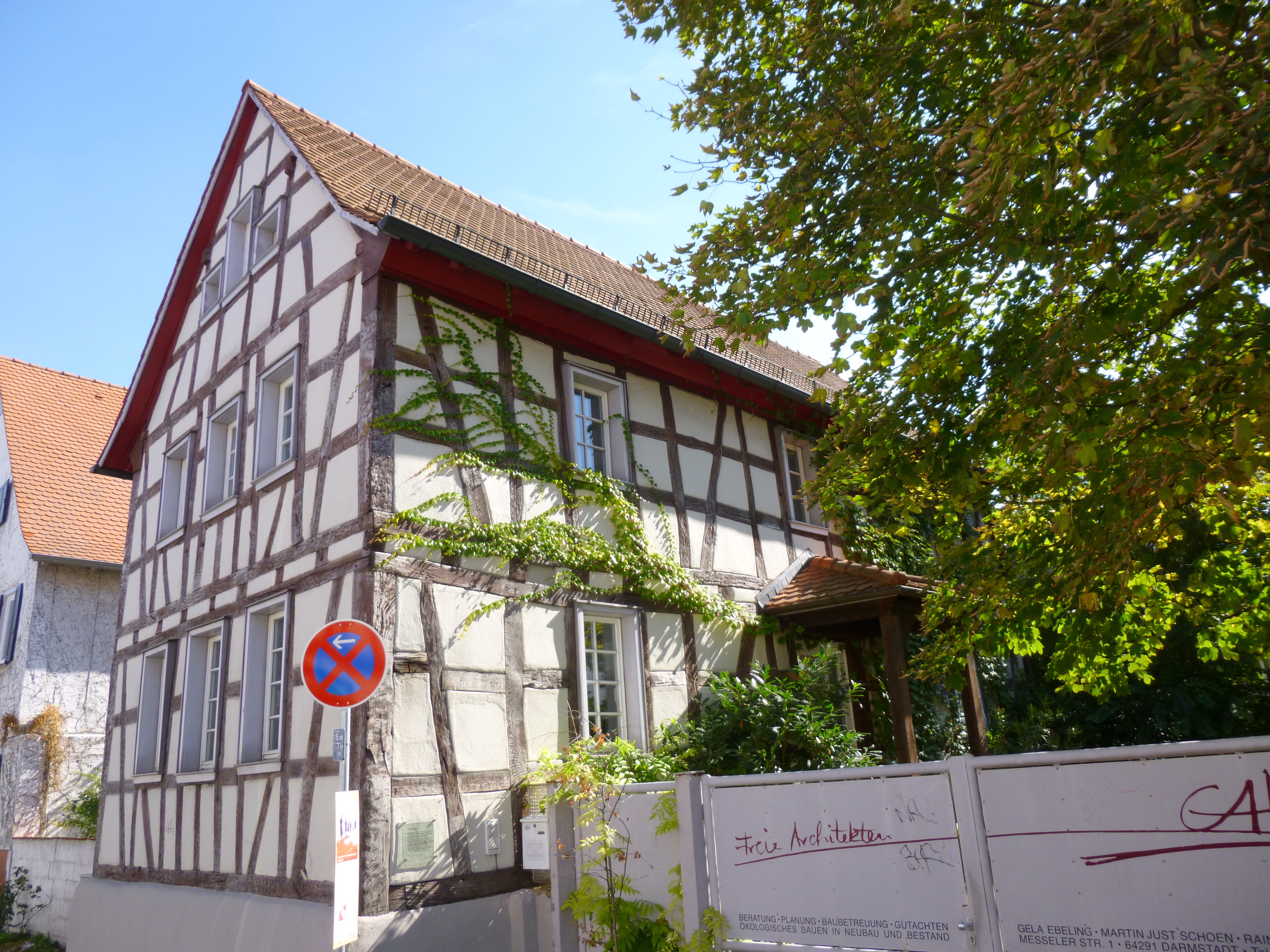
Schreiberpforte (2012)

## Denkmalschutz
Das Gebäude wurde als Nachfolger der ehemaligen, die Messeler Straße überspannenden Zollstation (Frankfurter Pforte), errichtet. Die Bezeichnung Schreiberpforte erinnert an die beiden ehemals hier wohnenden Zollschreiber. Heute dient das Fachwerkhaus als Wohngebäude. Aus architektonischen und stadtgeschichtlichen Gründen ist das Bauwerk ein Kulturdenkmal.